# 徐起霖
徐起霖，南通州人，明朝政治人物。
贡生出身。1644年，擔任永安縣知縣，期间修筑防御设施，清军进入福建后离职。顺治三年，擢南平府推官。